# Conservant
Un conservant és una substància (d'origen natural o d'origen artificial) afegida als aliments que destrueix o atura el creixement de diferents tipus de microorganismes (bacteris, llevats i floridures). Els conservants protegeixen els aliments del creixement de microorganismes patògens que poden provocar toxiinfeccions alimentàries i/o allarguen la vida útil dels aliments perquè eviten la seva deterioració. Són la classe d'additius més important pel seu paper en la seguretat del subministrament d'aliments. A més, són imprescindibles per assegurar que els aliments ultraprocessats poden mantenir les seves propietats organolèptiques intactes durant llargs períodes.

## Aplicacions
Els aliments contaminats poden ser perjudicials per a la salut dels consumidors. Un exemple d'això és la toxina botulínica generada per Clostridium botulinum, que pot estar present en les conserves mal esterilitzades, embotits o altres productes envasats. Aquesta substància és una de les més tòxiques que es coneixen (milers de vegades més que el cianur en una mateixa dosi). Alguns conservants prevenen l'aparició d'aquestes toxines.
La deterioració microbiana dels aliments pot afectar el valor nutricional i les qualitats organolèptiques com la textura, l'olor, el sabor o el color. La capacitat d'evitar aquestes alteracions pot prevenir pèrdues econòmiques substancials, tant per a la indústria alimentària (que pot arribar a generar pèrdues de matèries primeres i d'alguns subproductes elaborats abans de la seva comercialització, deteriorant la imatge de la marca) com per a distribuïdors i usuaris consumidors (tals com deterioració de productes després de la seva adquisició i abans del seu consum).
Se sap amb certesa que més del 20% de tots els aliments produïts en el món es perden per acció dels microorganismes i la caducitat és la causa principal de malbaratament a les llars i a les indústries alimentàries. S'estima que cada ciutadà llança quasi mig quilogram de menjar al dia, el qual equival a la quarta part de tots els aliments que es produeixen. La taxa més gran de rebuig correspon a les salses, les quals es llença al voltant d'un 21%, i va seguida de les verdures, les fruites, les hortalisses i el pa.
El mercat d'antioxidants i conservants és el més gran dins el sector dels additius i es troba en creixement constant. D'entre totes les aplicacions dels conservants, la major participació en el mercat és l'ús en carn i aus de corral, seguit dels productes de panificació; tot i que el sector de les begudes és el que té un creixement més accelerat. Els conservants també s'utilitzen en mariscs, alguns vins i cerveses, melmelades, confiteria, productes lactis i aliments congelats.

## Mètodes de conservació
Els hàbits d'alimentació actuals i la restauració col·lectiva demanden nous productes que per nombroses raons exigeixen una llarga conservació. Per conservar els aliments s'usen mètodes físics com l'escalfament, la deshidratació, la irradiació o la congelació. L'ús de mètodes químics com la salaó, el fumatge o la curació amb sals nitrificants predominava antigament. Actualment, tot i que se segueixen utilitzant, per raons pràctiques i econòmiques, la indústria alimentària utilitza aquestes eines de manera més moderada perquè es combinen amb l'ús de conservants químics com el diòxid de sofre, els sulfits o el nitrat de sodi. Així doncs, el recurs als agents conservants completa de manera satisfactòria la utilització dels procediments físics i químics de conservació.
Els additius conservants poden tenir un efecte bacteriostàtic o fungistàtic, és a dir, danyar els microorganismes de manera reversible de tal manera que el microorganisme segueix viu, però no pot reproduir-se mentre estigui sotmès a les condicions adverses; o bé un efecte bactericida o fungicida, quan el conservant causa la destrucció del microorganisme de manera que el dany és irreversible. Aquestes accions depenen de la naturalesa química de l'additiu i de la dosi utilitzada. L'eficiència dels conservants depèn de la concentració, de la composició de l'aliment i del tipus de microorganisme.

## Classificació
Els conservants es classifiquen seguint un ordre numèric (codi E) que comença per l'àcid sòrbic (E-200) i acaba amb l'àcid fumàric (E-297). Alguns conservants, a part d'exercir la funció conservadora, poden exercir-ne d'altres i, per tant, pertànyer a altres classes funcionals. El diòxid de sofre (E-220) és un exemple d'això, ja que pot ser agent de tractament de farines, antioxidant, decolorant i substància conservadora, depenent de l'aliment en el qual s'utilitzi.
Segons la seva funció concreta en l'aliment es divideixen en substàncies conservants, agents antimicòtics, agents de control de bacteriòfags, agents fungistàtics, agents inhibidors de floridures i fongs filamentosos, conservants antimicrobians i sinèrgics d'antimicrobians. No existeix cap conservant que pugui actuar simultàniament sobre bacteris, llevats i fongs filamentosos.
Segons la seva composició química, existeixen dos tipus de conservants. Els conservants minerals com els nitrats, els nitrits, l'anhídrid sulfurós i els sulfits; i els conservants orgànics (àcids orgànics), que es classifiquen depenent de si la funció conservant és primària o secundària. La funció principal dels primaris és conservar, com seria el cas dels àcids acètic, propiònic, fòrmic, sòrbic i benzoic, entre d'altres. Els secundaris s'anomenen d'aquesta manera perquè conservar no és la seva funció principal sinó que és un efecte indirecte. Per exemple, els àcids cítric, tartàric i ascòrbic s'afegeixen com antioxidants, i l'àcid làctic s'usa com a regulador d'acidesa. Gràcies a aquestes funcions principals de mantenir la qualitat, el producte pot tenir una vida útil més llarga.
Segons el seu origen, els conservants es poden classificar com a naturals o de síntesi. Els conservants naturals deriven d'organismes vius, com plantes i microorganismes, que contenen diverses molècules amb propietats antimicrobianes que utilitzen com a mecanismes de defensa i tenen una possible aplicació en la indústria alimentària com a conservants. Aquest tipus de conservants són preferits per alguns consumidors a causa de la seva seguretat percebuda. Alguns exemples són la lactoperoxidasa, enzim que es troba a la llet, i les bacteriocines, les quals s'extreuen de bacteris acidolàctics. En canvi, els conservants sintètics es produeixen industrialment per ser utilitzats com additius, com per exemple els àcids sòrbic i benzoic. Els conservants sintètics són molt més econòmics i com a conseqüència permeten abaratir costos.

## La problemàtica de l'ús dels conservants
Entre un 30 i un 49% dels ciutadans de la població espanyola estan preocupats pels colorants, conservants i saboritzants en aliments i begudes. Qualsevol producte químic que s'utilitza per garantir la seguretat dels aliments es considera sovint com a sospitós, i els aliments que contenen conservants es consideren de qualitat inferior o insegurs. La creixent demanda per part dels consumidors de productes amb llistes d'ingredients que no continguin additius està impulsant el desenvolupament de nous productes a Europa. Per referir-se a aquesta tendència s'utilitzen les dominacions clean label, és a dir, 'etiqueta neta', «sense conservants ni colorants» o «sense additius». El fet de llançar nous productes amb la tendència «sense» o bé de reformular aliments limitant l'ús de conservants pot comportar conseqüències negatives en la seguretat alimentària, el cost i també el malbaratament d'aliments ja que, quan no s'apliquen conservants, la vida útil dels aliments s'escurça. Per aquestes raons, la indústria ha buscat alternatives que puguin ser acceptades pels consumidors com podria ser utilitzar l'ingredient vinagre en lloc d'utilitzar la seva nomenclatura química (àcid acètic) o el seu número E (E260).
Cal destacar que la toxicitat d'una substància no ve determinada pel seu origen sinó per la seva composició química, la dosi i les característiques de la persona que la pren. Un exemple és que hi ha persones que poden presentar al·lèrgia als sulfits. Segons la reglamentació d'etiquetatge, en productes llestos pel consum o en productes reconstituïts conforme a les instruccions del fabricant, s'ha d'etiquetar la presència de sulfits quan es troben en concentracions superiors a 10 mg/kg o 10 mg/L en termes de diòxid de sofre total. En molts productes llestos pel consum, la concentració màxima permesa de diòxid de sofre o sulfits és de 50 mg/kg, la qual cosa obliga al fabricant a mencionar la presència d'aquestes substàncies, per evitar reaccions adverses en consumidors que hi puguin presentar al·lèrgia.
Per avaluar la innocuïtat dels additius utilitzats en alimentació, molts estudis es basen en el principi de precaució. A Europa, l'Agència Europea de Seguretat Alimentària (EFSA), es dedica a vigilar i controlar regularment la seguretat dels productes alimentaris. Tots els conservants se sotmeten a una avaluació de risc científica que consisteix a establir un valor de referència basat en la salut, com la Ingesta Diària Admissible (IDA) i la comparació d'aquest valor amb l'exposició dietètica prevista o mesurada. Per tant, els límits de concentració dels additius alimentaris s'estableixen sobre la base de la seva avaluació de seguretat en concordança amb la seva funció tècnica.
Per poder aconseguir etiquetes netes mantenint la qualitat organolèptica, la seguretat alimentària i la vida útil sense que impliqui un cost addicional és necessari fer estudis concrets per cada aliment. S'hauria d'estudiar quins ingredients poden ser prescindibles i quins són necessaris per mantenir, per exemple, la seguretat. Per poder-ho realitzar és important que hi hagi una gran inversió econòmica en els departaments d'I+D de les indústries alimentàries.

## Legislació dels conservants
Per poder fer ús dels conservants, s'ha de tenir en compte la legislació específica que regula, per cada aliment, el tipus de conservant que es pot fer servir i la concentració permesa. Alguns conservants, com l'àcid acètic, l'acetat de potassi, de sodi o de calci, l'àcid làctic i el diòxid de carboni es poden utilitzar lliurement sense restriccions (quantum satis) en aliments determinats, tot i que, en altres aliments, poden tenir l'ús restringit, com seria el cas de l'àcid làctic en nèctars de fruita o productes similars, en els quals la concentració màxima permesa és de 5000 mg/L.
Altres conservants com, per exemple, els sorbats, els sulfits i els nitrats, tenen una dosi màxima que varia en funció de l'aliment en què es pot utilitzar.
| Número E  | Denominació                     | Dosi màxima (mg/L o mg/kg) | Utilització |
| --------- | ------------------------------- | -------------------------- | --- |
| E 200-203 | Àcid sòrbic i sorbats           | 20 - 2000                  | Tractament de superfície de cítrics frescs sense pelar, formatge fos, succedanis de productes lactis, productes elaborats a base de patata |
| E 200-203 | Àcid sòrbic i sorbats           | 200 - 6000                 | Peix salat o sec, Crangon crangon (Crangon vulgaris) cuit, algunes fruites i verdures, ou líquid o melmelades |
| E 200-203 | Àcid sòrbic i sorbats           | 500 - 1500                 | Edulcorants de taula líquids amb més del 75% d'aigua, adorns, cobertures i farcits |
| E 200-203 | Àcid sòrbic i sorbats           | 1000                       | Paté, recobriments de gelatina de productes carnis |
| E 210-213 | Àcid benzoic i benzoats         | 150 - 2000                 | Xarops suecs i finesos tradicionals de fruites i begudes aromatitzades, remolatxa de taula cuita |
| E 210-213 | Àcid benzoic i benzoats         | 200 - 6000                 | Peix salat o sec, Crangon crangon (Crangon vulgaris) cuit, algunes fruites i verdures, ou líquid o melmelades |
| E 210-213 | Àcid benzoic i benzoats         | 500 - 1500                 | Edulcorants de taula líquids amb més del 75% d'aigua, adorns, cobertures i farcits |
| E 214-219 | P-hidroxibenzoats               | 500 - 1500                 | Edulcorants de taula líquids amb més del 75% d'aigua, adorns, cobertures i farcits |
| E 214-219 | P-hidroxibenzoats               | 1000                       | Paté, recobriments de gelatina de productes carnis |
| E 220-228 | Diòxid de sofre i sulfits       | 10 - 2000                  | Raïm de taula, litxis frescs i nabius de l'espècie Vaccinium corymbosum; i sucres (excepte xarop de glucosa); albercocs, préssecs, raïm, prunes i figues secs; i suc concentrat de raïm per l'elaboració casera de vi                                                    |
| E 234     | Nisina                          | 3 - 12,5                   | Nata espessa, mascarpone, formatge curat, formatge fos, ou líquid pasteuritzat i postres de semolina, tapioca i productes similars |
| E 235     | Natamicina                      | 1                          | Tractament de superfície de formatge dur, semidur, semitou i embotits curats secs |
| E 242     | Dicarbonat de dimetil           | 250                        | Begudes aromatitzades, concentrat de té líquid, vi sense alcohol, sidra i perada, vi de fruita i amb grau alcohòlic menor, vins aromatitzats, begudes a base de vins aromatitzats, còctels aromatitzats de productes vitivinícoles i altres begudes alcohòliques         |
| E 249-250 | Nitrits                         | 50 - 175                   | Carn elaborada, tractada tèrmicament o sense tractar, en productes tradicionals que se submergeixen en una solució de curat, productes tradicionals curats en sec i en altres productes curats per mètodes tradicionals                                                  |
| E 251-252 | Nitrats                         | 150 - 300                  | Formatge curat, mató, productes a base de formatge, carn elaborada no tractada tèrmicament, productes tradicionals que se submergeixen en una solució de curat. També es troba en dosis màximes de 10 mg/L en llengua curada i 500 mg/L en arengada i espasí escabetxats |
| E 280-283 | Àcid propiònic i propionats     | 1000 - 3000                | Pa envasat i en pa de valor energètic reduït. També es pot utilitzar sense restricció en el tractament de superfície del formatge curat o succedanis |
| E 284-285 | Àcid bòric i tetraborat de sodi | 4000                       | Ous d'esturió (caviar) |
| E 296     | Àcid màlic                      | 3000                       | Suc de pinya. Es pot utilitzar lliurement en patates pelades sense elaborar, fruites i hortalisses en conserva, confitures, melmelades i crema de castanyes, entre d'altres                                                                                              |
| E 297     | Àcid fumàric                    | 1000 - 4000                | Postres amb aromes de fruites, confiteria a base de sucre, xiclets, farcits i cobertures de productes de brioixeria, pastisseria, rebosteria i galeteria, entre d'altres                                                                                                 |

## Sals nitrificants
La curació és l'addició de sal (NaCl) i nitrits (NO₂-) o nitrats (NO₃-) als aliments per allargar la seva vida útil i millorar la seguretat microbiològica. És una de les primeres tecnologies de conservació usades en diferents aliments, ja que es troba descrita pels antics grecs i romans. Consistia en afegir sal, la qual contenia també nitrats i nitrits, a diferents primeres matèries com peix, carn i formatge per obtenir un producte estable que es pogués conservar major temps. Avui en dia, la curació és sens dubte el procés tecnològic més utilitzat per a la transformació de carns, incloent productes fermentats, curats en sec, fumats, cuits o enllaunats, i ofereix una varietat d'aliments diferents pels consumidors.
Les sals nitrificants estan formades pels nitrits i els nitrats. Els més habituals són el nitrit de potassi (E249), el nitrit de sodi (E250), el nitrat de sodi (E251) i el nitrat de potassi (E252). Els nitrats i els nitrits es troben al sòl de conreu i a partir del cicle del nitrogen, també en verdures i hortalisses, en concentracions més altes en les de fulla verda. També poden passar a la cadena alimentària com a contaminants ambientals a partir de l'aigua, a causa de l'ús en pràctiques d'agricultura intensiva, la producció ramadera i l'abocament d'aigües residuals. El nitrit se sol utilitzar com a agent antimicrobià en carns, les quals un cop afegit el nitrit es denominen carns curades, per evitar el creixement i la producció de toxines de Clostridium botulinum, principalment. El nitrat no té una activitat directa contra aquest microorganisme, però actua com a reservori de nitrit i s'utilitza per evitar que alguns formatges s'inflin durant la maduració. En la majoria de productes carnis sotmesos a tractament tèrmic com pernil cuit o salsitxes de Frankfurt, només està permès utilitzar nitrit, ja que la curació és curta i no es pot donar el pas de nitrat a nitrit. El nitrit inhibeix, de diferents maneres i no sempre amb la mateixa efectivitat, altres microorganismes com Listeria monocytogenes, Staphylococcus aureus, espècies de Yersinia, Helicobacter pylori,  Bacillus cereus, Achromobacter, Enterobacter, Salmonella, Escherichia coli, Flavobacterium, Micrococcus i Pseudomonas aeruginosa. Per altra banda, les sals nitrificants tenen la funció de fixar el color en la carn i en el peix, desenvolupar aromes i sabors; i es considera que milloren el sabor perquè inhibeixen la peroxidació dels lípids i, per tant, en prevenen la ranciesa.

### Botulisme
El Clostridium botulinum és un microorganisme patogen que produeix espores termorresistents i que es desenvolupa favorablement en llocs amb poca presència d'oxigen, com poden ser embotits en què no s'han afegit nitrats i/o nitrits ni sal o conserves mal esterilitzades. Aquest microorganisme produeix la toxina botulínica, la qual és neurotòxica i causa una malaltia greu anomenada botulisme. La toxina s'absorbeix a través del tracte gastrointestinal i és transportada per via sanguínia o limfàtica fins a les terminacions nervioses. Actua bloquejant de manera irreversible l'alliberador d'un neurotransmissor anomenat acetilcolina, la qual cosa suposa que no es doni l'impuls nerviós i provoqui una paràlisi dels músculs esquelètics i una fallada del sistema parasimpàtic (ex. respiració), que pot provocar la mort. La toxina es pot destruir mitjançant un tractament tèrmic. Els casos de botulisme més freqüents es relacionen amb carn i productes carnis. Els símptomes típics de botulisme són nàusees, vòmits, sequedat bucal, afectació neurològica com visió borrosa o doble, fatiga intensa, dificultat per empassar, insuficiència respiratòria, paràlisi bilateral, dificultat en la parla, marejos, entre d'altres. Aquests símptomes estan provocats per la toxina i no pel bacteri i es manifesten entre 12 i 72 hores després de la ingesta. La taxa de mortalitat és bastant alta si no es diagnostica ràpidament; pot ser mortal entre el 5 i el 10% dels casos. Tot i això, la incidència és bastant baixa.

### Efecte com a conservant
El nitrit exerceix una funció important com a agent bacteriostàtic i bactericida, amb diversos graus d'eficàcia per prevenir o controlar la multiplicació de diferents bacteris. Alguns estudis demostren que la molècula que té activitat antimicrobiana és el peroxinitrit i, altres, el monòxid de nitrogen, NO (anomenat abans òxid nítric). De fet, ambdues molècules tenen un paper important en la inhibició dels microorganismes.
El nitrat actua com a reservori de nitrit a partir de la reducció de nitrat a nitrit gràcies a l'activitat nitrat-reductasa de certs microorganismes dels gèneres Staphyloccocus i Lactobacillus naturalment presents a la carn o afegits com a cultius iniciadors.
El nitrit segueix dos camins. El primer consisteix en reduir-se a monòxid de nitrogen per l'acció de les nitrit-reductases que es troben al citoplasma d'alguns bacteris Gram negatius, o per l'activitat nitrit-reductasa de la desoximioglobina de la carn. Aquesta última reacció dona de manera indirecta radicals superòxid. El segon camí que pot seguir el nitrit és ser oxidat a peroxinitrit pel peròxid d'hidrogen.
Un cop format el monòxid de nitrogen, pot seguir tres camins. El primer és reaccionar amb la desoximioglobina per formar nitrosmioglobina, reacció que inhibeix les propietats prooxidants de la desoximioglobina. El segon és reaccionar amb radicals superòxid per formar peroxinitrit. Aquesta reacció competeix amb una altra reacció que consisteix en catalitzar els radicals superòxid a peròxid d'hidrogen. Gràcies a l'acció de l'enzim catalasa, el peròxid d'hidrogen es descompon en aigua i oxigen. El tercer camí de el monòxid de nitrogen és inhibir la catalasa reaccionant amb ferro, formant el complex ferricatalasa-monòxid de nitrogen. Com que la catalasa no funcionarà, el peròxid d'hidrogen reacciona amb el nitrit per formar peroxinitrit.
La funció de prevenir o controlar la multiplicació d'alguns microorganismes està directament relacionada amb el nivell d'estrès oxidatiu que causa el peroxinitrit. A més, aquesta molècula trenca les cadenes d'ADN dels microorganismes. El seu efecte tòxic pot derivar de l'oxidació de proteïnes que contenen sulfur de ferro com la ferridoxina, del segrest de ferro i altres metalls essencials pel metabolisme del microorganisme, i de l'oxidació dels lípids de la membrana citoplasmàtica, amb el consegüent efecte d'inhibir els sistemes de producció d'energia del microorganisme i limitar l'intercanvi cel·lular i el transport de substrats.
També hi ha estudis que demostren que l'àcid nitrós està relacionat amb el procés d'inhibició microbiana.
L'efecte conservant dels nitrits depèn del pH de manera inversament proporcional, és a dir, com més alt sigui el pH menys efecte conservant tenen. Es considera que el pH òptim per l'activitat antimicrobiana del nitrit se situa entre 4,5-5,5. L'efectivitat també depèn de la temperatura i el temps d'emmagatzematge, la composició de l'aliment, el clorur de sodi, l'activitat d'aigua, la presència d'ascorbat o eritorbat, l'absència d'aire i el tractament tèrmic. L'ascorbat promou l'activitat antimicrobiana perquè redueix el ferro de la desoximioglobina i inhibeix la formació de nitrosamines, la sal (NaCl) redueix l'activitat d'aigua i el clorur accelera la formació de peroxinitrit.
Algunes espècies són més resistents que altres a l'efecte del nitrit perquè disposen de defenses antioxidants. Els microorganismes més resistents són els aerobis i els anaerobis facultatius Gram negatius com Escherichia coli, Salmonella spp., Shigella spp., Yersinia spp., Enterobacter spp. i Pseudomonas spp., i els més sensibles són els anaerobis Gram positius com Clostridium.

#### SobreSalmonella enterica subs. enterica serovarTyphimurium iEscherichia coli
No és clar que el nitrit inhibeixi el creixement de bacteris anaerobis facultatius Gram negatiu com Salmonella enterica subs. enterica serovar Typhimurium i Escherichia coli en aliments preparats. Es creu que aquests dos microorganismes poden utilitzar el nitrat i el nitrit com a acceptador d'electrons en condicions anaeròbiques. Tenen enzims endògens que poden reduir el monòxid de nitrogen a òxid de dinitrogen, enzims antioxidants que eviten el procés oxidatiu i enzims com la catalasa, que descomponen el peròxid d'hidrogen de manera que no podrà reaccionar amb el nitrit. El seu creixement està limitat per altres factors com el pH, l'anaerobiosi i l'activitat d'aigua, entre d'altres.

#### SobreClostridium botulinumiClostridium perfringens
Clostridium botulinum és molt sensible a l'estrès oxidatiu i no té l'enzim catalasa. El peròxid d'hidrogen entra dins el microorganisme, ataca l'ADN i reacciona amb el nitrit per formar peroxinitrit. Així doncs, el nitrit és efectiu contra C. botulinum, però també s'han de tenir en compte altres factors externs com el pH, la quantitat de sal i d'ascorbat, entre d'altres. La formació d'espores de C. perfringens es pot controlar també amb l'addició de nitrits a les carns.

#### SobreListeria monocytogenes
Listeria monocytogenes és un microorganisme Gram positiu com Clostridium botulinum, però té l'enzim catalasa. Els nivells de nitrats usats en les carns curades madurades no tenen efecte bactericida contra el microorganisme, ja que no té l'enzim que redueix el nitrat a nitrit, la nitrit-reductasa. En canvi, el nitrit sí que té un efecte bacteriostàtic sobre el creixement de Listeria monocytogenes  en carns curades cuites, tot i que el gran efecte inhibitori és a causa de l'activitat d'aigua baixa.

### Efecte sobre les propietats sensorials
Les sals nitrificants són conservants i agents de retenció del color. Aquest segon efecte sovint es considera una característica important per l'acceptació del producte per part dels consumidors. El color vermell característic dels productes curats és un dels efectes beneficiosos de l'ús d'aquestes sals. Es troba en productes com el pernil serrà, el fuet o el xoriço. El color vermell es dona quan la mioglobina reacciona amb el monòxid de nitrogen formant nitrosmioglobina. Aquesta molècula és relativament estable a l'oxigen i a la llum. Si el producte pateix un tractament tèrmic, es produeix una desnaturalització que converteix el pigment anterior en nitrosilhemocrom. Aquesta molècula presenta el color rosa característic dels productes carnis curats cuits, com per exemple, el pernil cuit o les salsitxes tipus Frankfurt.
La formació de color curat suficient depèn en gran manera de la tecnologia utilitzada, ja que aquestes reaccions es veuen afectades per factors com el pH, la presència d'oxigen i de substàncies reductores i la temperatura. Es necessita menys nitrit pel desenvolupament del color que pel control bacterià; tot i això, se sol deixar una petita quantitat de nitrit residual que serveix com a reservori per a la generació de pigments. Quan hi ha una combinació de llum i d'oxigen, en els productes llescats envasats en atmosfera modificada pot produir-se l'oxidació de la nitrosmioglobina produint una coloració grisenca. Per evitar-ho es recomana reduir el contingut d'oxigen de l'interior de l'envàs.
Per altra banda, les sals nitrificants també contribueixen de manera important al flavor típic de les carns curades. Es creu que aquesta contribució al flavor està relacionada amb la supressió de l'oxidació lipídica, però també amb altres factors complexos com la formació de compostos volàtils.

### Problemàtica

#### Formació de nitrosamines i relació amb el càncer
La presència de nitrits en concentracions molt altes i d'amines o amides, juntament amb altes temperatures i/o en condicions àcides, pot desencadenar la formació de compostos N-nitrosos com les nitrosamines en els aliments o en el nostre organisme. Les nitrosamines són tòxiques i potencialment carcinògenes. Si la presència és de nitrats, els compostos N-nitrosos es poden formar igualment si es produeix la reducció de nitrats a nitrits. Aquesta reacció es veu afavorida en condicions àcides i si hi ha activitat microbiana que pugui reduir la molècula.
Alguns estudis epidemiològics han associat el consum de carns vermelles o processades al càncer colorectal, d'esòfag i de fetge, entre d'altres. Altres estudis realitzats a partir de revisions bibliogràfiques i anàlisis han arribat a conclusions totalment diferents en les quals s'afirma que el consum de carns vermelles no està relacionat directament amb el risc de càncer. Alguns altres han demostrat que les nitrosamines no es poden associar directament a categories determinades de productes com, per exemple, les carns. Pel que fa a les sals nitrificants en concret, els estudis epidemiològics no han demostrat relacions coherents entre la seva exposició i el risc de cap tipus de càncer, i en els estudis en què s'han demostrat associacions, els efectes solen ser baixos. L'Agència Internacional de Recerca sobre el Càncer (IARC) classifica els nitrats o nitrits ingerits en condicions que produeixen nitrosació endògena en el grup 2A “agents probablement carcinògens per humans” per a càncer d'estómac, però amb limitades evidències en humans.
Pel que fa a l'exposició, els productes frescos d'origen animal (per exemple, carn, ous i llet) representen només el 3% de l'exposició dietètica total diària al nitrit en comparació amb altres fonts. Les verdures i l'aigua potable aporten quantitats de nitrats més elevades que les carns curades i poden inclús arribar a superar cinc vegades la ingesta diària acceptable d'aquesta substància. Tot i això, les taxes de càncers derivades del seu consum són més baixes.
El procés de curació a vegades no és 100% eficient i poden quedar quantitats de nitrit en excés que podrien donar lloc a la formació de nitrosamines. Per evitar-ho, s'addicionen antioxidants com l'ascorbat, l'eritorbat o els tocoferols que inhibeixen la formació de nitrosamines. A part, l'autorització vigent dels nitrits té en compte el dictamen científic del'Agència Europea de Seguretat Alimentària (EFSA), el qual considera que s'ha d'utilitzar la quantitat mínima per garantir la seguretat microbiològica i poder evitar la formació de compostos carcinògens. Els límits s'apliquen al final del procés de producció i s'estudia si poden reduir-se en tots els productes carnis.
El descobriment de que les nitrosamines es formen a partir de nitrit i proteïnes càrnies a elevades temperatures, ha desencadenat la recerca de substituts del nitrit. Actualment, es prefereixen nivells més baixos de nitrits i nitrats, el que comporta la necessitat de refrigerar per garantir la seguretat i la vida útil. Tanmateix, és difícil substituir el nitrit per altres additius que tinguin la mateixa funcionalitat en carns curades i proporcionin atributs adequats de color, sabor i estabilitat microbiana i oxidativa.

#### Metahemoglobinèmia
La metahemoglobinèmia és una malaltia caracteritzada per la presència de nivells molt elevats de metahemoglobina en la sang. Es produeix quan el nitrit oxida el ferro de l'hemoglobina per formar metahemoglobina a la sang, la qual cosa fa que l'hemoglobina tingui una capacitat menor de transportar oxigen i aquest no arribi als teixits. Els nitrits lliures que poden reaccionar amb l'hemoglobina provenen sobretot de l'aigua en forma de nitrats. Per aquest motiu, es regula la quantitat màxima de nitrats en aigua en la majoria de països. Es podria pensar que les carns curades estan relacionades amb aquesta malaltia, però en aquests aliments no s'arriba als nivells mínims de nitrits causants de metahemoglobinèmia i els estudis indiquen que els nivells que caldrien haurien de ser molt superiors. A més, alguns estudis han suggerit que els nitrats sols no poden ser responsables d'aquesta malaltia i les carns processades no s'han associat a la metahemoglobinèmia.

## Additius conservants produïts per microorganismes
Els microorganismes solen viure en ecosistemes complexos on han d'interactuar amb altres poblacions de microorganismes i competir per l'espai i els nutrients per sobreviure. Una de les estratègies més habituals per defensar el seu nínxol és l'amensalisme, el qual consisteix a modificar el medi ambient amb l'alliberament de substàncies antimicrobianes que inhibeixen el creixement o maten els microorganismes competidors. Aquestes substàncies poden ser subproductes de la seva activitat metabòlica normal, com seria el cas dels àcids orgànics o del peròxid d'hidrogen, o bé substàncies més específiques, com les bacteriocines, destinades a combatre altres microorganismes.
Hi ha empreses alimentàries que utilitzen els microorganismes per produir substàncies que s'utilitzaran com a conservants. Els més habituals són els bacteris acidolàctics, els quals se sap que són segurs perquè s'han utilitzat al llarg de la història per elaborar aliments fermentats. Un cop el microorganisme ha produït la substància antimicrobiana, s'inactiva per calor i la substància se separa i s'afegeix a l'aliment.
Aquesta estratègia és una de les que utilitza la tecnologia de la bioconservació. La bioconservació usa de manera controlada els microorganismes o els seus metabòlits amb activitat antimicrobiana per allargar la vida útil i millorar la seguretat dels aliments.

### Bacteriocines usades com a conservants
Les bacteriocines són molt interessants per la indústria alimentària, ja que la seva aplicació pot reduir l'ús de conservants sintètics i/o la intensitat del tractament tèrmic durant la producció d'aliments. El mode d'acció de les bacteriocines consisteix a destruir l'estructura de la bicapa lipídica de la membrana cel·lular del microorganisme, el que causa la pèrdua d'alguns continguts citoplasmàtics. Els ingredients i els additius, el pH, la temperatura i el procés tecnològic de l'aliment poden influir en l'estabilitat i l'activitat de les bacteriocines afegides.
Els microorganismes més utilitzats per la producció de bacteriocines són els bacteris acidolàctics, en concret Lactococcus, Lactobacillus, Leuconostoc, Streptococcus i Pediococcus. Alguns exemples de bacteriocines són la nisina, la lacticina, la mersacidina, la pediocina, l'enterocina, entre d'altres.
La nisina és l'única bacteriocina acceptada com a conservant i està inclosa a la llista d'additius de la Unió Europea amb el número E-234. Es pot utilitzar en productes com formatges, carns, productes en llauna, llet pasteuritzada i esterilitzada, begudes i postres de llet que inclouen farines, sucre i cremes per allargar la vida útil i per protegir-los del desenvolupament de microorganismes patògens.

### Natamicina
La natamicina està homologada com un bioconservant antifúngic d'ampli espectre per a aliments i begudes i es troba inclosa a la llista d'additius de la Unió Europea amb el número E-235. La molècula s'uneix irreversiblement a la membrana cel·lular dels fongs a causa de la seva alta afinitat per l'ergosterol provocant la lisi cel·lular.
Està permès utilitzar la natamicina pel tractament de superfície de formatges, productes a base de formatge o embotits curats assecats. En alguns països no pertanyents a la Unió Europea, també està autoritzada en purés, sucs de fruites i productes de fleca.